# Douglas County (Oregon)
Douglas County je okres ve státě Oregon v USA. K roku 2010 zde žilo 107 667 obyvatel. Správním městem okresu je Roseburg. Celková rozloha okresu činí 13 297 km². Na západě okresu je Tichý oceán.

## Sousední okresy
| Růžice kompasu |                            | Lane County                       |                | Růžice kompasu |
| Růžice kompasu |                            | Sever                             | Klamath County | Růžice kompasu |
| Růžice kompasu | Douglas County (Oregon)    |                                   | Klamath County | Růžice kompasu |
| Růžice kompasu | Jih                        |                                   | Klamath County | Růžice kompasu |
| Růžice kompasu | Curry County a Coos County | Josephine County a Jackson County |                | Růžice kompasu |